# Ternstroemia
Genre
Classification APG III (2009)
Synonymes
Selon Tropicos (14 mars 2022) :
- Mokof Adans.
- Taonabo Aubl.

Selon GBIF (12 mars 2022) :
- Adinandrella Exell
- Amphania Banks
- Amphania Banks ex DC.
- Cyclandra Lauterb.
- Dupinia Scop.
- Erythrochiton Griff.
- Hoferia Scop.
- Llanosia Blanco
- Michoxia Vell.
- Mokof Adans.
- Mokofua Kuntze
- Reinwardtia Korth.
- Taonabo Aubl.
- Tonabea Juss.
- Voelckeria Klotzch & Karsten
- Voelckeria Klotzsch & H.Karst. ex Endl.

Ternstroemia est un genre de plantes à fleurs de la famille des Pentaphylacaceae (anciennement des Ternstroemiaceae ou des Theaceae), comprenant 88 à 204 espèces, et dont l'espèce type est Ternstroemia meridionalis Mutis ex L. f..
Il doit son nom au botaniste suédois Christopher Tärnström (1703-1746).

## Sélection d'espèces
- Ternstroemia dentata (Aubl.) Sw., 1788
- Ternstroemia japonica (Thunb.) Thunb., 1794
- Ternstroemia meridionalis Mutis ex L. f.
- Ternstroemia punctata (Aubl.) Sw., 1788

## Liste d'espèces
Selon GBIF (14 mars 2022) :
Selon World Flora Online (WFO) (14 mars 2022) :
Selon Tropicos (14 mars 2022) :

Selon NCBI (12 nov. 2015) :
- Ternstroemia brasiliensis
- Ternstroemia cherryi
- Ternstroemia dentata
- Ternstroemia fragrans
- Ternstroemia gymnanthera
- Ternstroemia heptasepala
- Ternstroemia impressa
- Ternstroemia japonica
- Ternstroemia kwangtungensis
- Ternstroemia longipes
- Ternstroemia luteoflora
- Ternstroemia microphylla
- Ternstroemia peduncularis
- Ternstroemia stahlii
- Ternstroemia standleyana
- Ternstroemia wallichiana

Selon ITIS (12 nov. 2015) :
- Ternstroemia heptasepala Krug & Urban
- Ternstroemia heptasepela Krug & Urban
- Ternstroemia luquillensis Krug & Urban
- Ternstroemia oligostemon Kv. & Urban
- Ternstroemia peduncularis DC.
- Ternstroemia stahlii Krug & Urban
- Ternstroemia subsessilis (Britt.) Kobuski